# Cuidado con el ángel
Cuidado con el ángel es una telenovela mexicana producida por Nathalie Lartilleux Nicaud para Televisa en 2008. Es una adaptación de la telenovela venezolana Una muchacha llamada Milagros, escrita por Delia Fiallo.
Está protagonizada por Maite Perroni y William Levy, y con las participaciones antagónicas de Ana Patricia Rojo, Rocío Banquells, Laura Zapata, Nailea Norvind, Maya Mishalska, Arturo Carmona y Michelle Vieth. Cuenta además con las actuaciones estelares de los primeros actores Evita Muñoz "Chachita", Helena Rojo,  Ricardo Blume y Beatriz Aguirre.
Inició el 9 de junio de 2008 en el lugar de Al diablo con los guapos, y finalizó el 6 de marzo de 2009 reemplazado por Atrévete a soñar. 

## Resumen
Cuando Marichuy nació, su madre, creyéndose al borde de la muerte, la entregó a un sacerdote que la llevó a un orfanato. A los 14 años, Marichuy huye del hospicio y empieza a rodar por todas partes, ganándose la vida como puede. Pasan los años y un día Marichuy es violada en el bosque por un borracho, lo que la hace sentir rencor por los hombres y sufrir pesadillas que la atormentan.
Candelaria, una lavandera, le da albergue y se convierte en una madre para ella. Marichuy trabaja en lo que puede para ayudar a Candelaria. Un día se ve metida en un lío por el que va a parar a una delegación, donde es juzgada por su propio padre (ambos sin saber de su relación), y defendida por Juan Miguel San Román, un psicoanalista.
Para que la chica no vaya a la cárcel, Juan Miguel se responsabiliza por ella y la lleva a vivir a su casa. Juan Miguel queda viudo y su suegra le hace la vida imposible a Marichuy. Para evitar problemas, Juan Miguel la lleva a vivir a la casa del juez Patricio Velarde y su esposa Cecilia (los verdaderos padres de Marichuy), que a su vez han recibido a Estefanía, una joven astuta que llegó haciéndose pasar por la hija que abandonaron para disfrutar del dinero de la familia.
Juan Miguel y Marichuy se enamoran y se casan. Sin embargo, al día siguiente de la noche de bodas, ella descubre un gran secreto del pasado de Juan Miguel: que él es el borracho que la violo en el bosque, por lo que lo desprecia, se aleja de él y rehúsa volver a verlo. Cuando descubre que está embarazada, Marichuy se niega a decírselo y huye a la provincia con Candelaria, yendo a parar a la hacienda del Leopardo, quien le da asilo y se enamora de ella.
Marichuy da a luz y el Leopardo está dispuesto a casarse con ella y reconocer a su hijo, pero ella le dice que ella está casada y el afecto que siente por él es solo amistad. Leopardo no se rinde y empieza a ganarse el amor de Marichuy. Más adelante, se entera de que el marido de Marichuy es Juan Miguel, a quien conoce desde hace mucho, ya que fueron compañeros de estudio. Los dos hombres luchan por el amor de Marichuy pero, para ella, la decisión no será sencilla.

## Elenco
- Maite Perroni - María de Jesús "Marichuy" Velarde Santos
- William Levy - Juan Miguel San Román Bustos
- Helena Rojo - Cecilia Santos de Velarde
- Ricardo Blume - Patricio Velarde del Bosque
- Ana Patricia Rojo - Estefanía Rojas / Estefanía Velarde Santos
- Michelle Vieth - Ana Julia Villaseñor
- Laura Zapata - Onelia Montenegro Vda. de Mayer
- Rocío Banquells - Isabella Rojas
- Arturo Carmona - Amador Robles
- Nailea Norvind - Viviana Mayer Montenegro de San Román
- René Strickler - Omar Contreras "Leopardo"
- Miguel Córcega - Padre Anselmo Vidal #1
- Héctor Gómez - Padre Anselmo Vidal #2
- Evita Muñoz "Chachita" - Candelaria Martínez
- Beatriz Aguirre - Mariana Bustos de San Román
- Diana Golden - Mercedes
- Maya Mishalska - Blanca Silva Castro / Ivette Dorleaque
- Sherlyn González - Rocío San Román Bustos
- África Zavala - Elsa Maldonado San Román
- Abraham Ramos - Adrián González
- Víctor Noriega - Daniel Velarde
- Jorge De Silva - Eduardo Garibay Hernández
- Georgina Salgado - Purificación "Purita"
- Elizabeth Dupeyrón - Luisa San Román de Maldonado
- Francisco Rubio - Rafael Cimarro
- Carlos Cámara Jr. - Cimarro
- Óscar Traven - Francisco Maldonado
- Renata Flores - Martirio
- Rodrigo Mejía - Nelson Acuña
- Ana Isabel Torre - Beatriz
- Jesús Moré - Vicente
- Mauricio Mejía - Israel Pérez Pérez
- Katerine Kellerman - Rebeca "Becky" Mendoza Soto
- Saraí Meza - María Antonieta "Mayita" San Román Mayer
- Hish Alexis - Juan Miguel "Juanito" San Román Velarde
- Sara Montes - Balbina
- Beatriz Monroy - Casilda López - Villana
- Rebeca Manríquez - Olga
- Aurora Clavel - Fermina
- Rafael del Villar - Tomás
- Amparo Garrido - Clemencia
- Marina Marín - Micaela Vidal
- Mario Casillas - Lic. Lozada
- María Dolores Oliva - Coralia
- Justo Martínez González - Cosme
- Maricarmen Vela - Doña Mimí
- Juan Ángel Esparza - Reynaldo
- Teo Tapia - Dr. Duran
- Luis Caballero - Gabriel
- María Morena - Esther
- Milia Nader - Obdulia
- Marius Biegai - Fentanes
- Vania Pardo - Dora
- Maite Embil - Leticia de Lizárraga
- Archie Lanfranco - Gustavo Lizárraga
- Adrián Martiñón - El Piraña
- Eduardo Rivera - Doctor de la Cruz Roja
- Mauricio Aspe - Raúl Soto
- Delia Casanova - Sra. Márgara Riquelme
- Juan Peláez - Rodolfo del Huerto
- Consuelo Duval - Candy
- Patricio Borghetti - Pato
- Estefanía Villarreal - Soraya Linares Pontes
- Alejandro Ruiz - Juez del Villar
- José Carlos Ruiz - Andrés
- Franco Gala - Pablo Cisneros
- Ramón Cabrer - Él Mismo
- Luis Bayardo - Juez

## DVD
El Grupo Televisa lanza a la venta en formato DVD sus novelas.

## Premios y nominaciones

### Premios TVyNovelas 2009
| Categoría                   | Persona                                    | Resultado |
| --------------------------- | ------------------------------------------ | --------- |
| Mejor telenovela            | Nathalie Lartilleux Nicaud                 | Nominada  |
| Mejor primera actriz        | Helena Rojo                                | Ganadora  |
| Mejor actriz juvenil        | Maite Perroni                              | Ganadora  |
| Mejor dirección de escena   | Víctor Manuel Fouilloux y Víctor Rodríguez | Nominada  |
| Mejor historia o adaptación | Delia Fiallo                               | Nominada  |

### Premios People en Español 2009
| Categoría             | Persona                    | Resultado |
| --------------------- | -------------------------- | --------- |
| Mejor telenovela      | Nathalie Lartilleux        | Nominada  |
| Mejor actriz          | Maite Perroni              | Nominada  |
| Mejor actor           | William Levy               | Nominado  |
| Mejor Villano/Villana | Laura Zapata               | Nominada  |
| Mejor pareja          | Maite Perroni William Levy | Nominados |
| Mejor refrito         | Nathalie Lartilleux        | Nominada  |

### Premios Juventud 2009
| Categoría                   | Persona       | Resultado |
| --------------------------- | ------------- | --------- |
| ¡Esta Buenísimo!            | William Levy  | Ganador   |
| Chica que me quita el sueño | Maite Perroni | Ganadora  |

### Reina de las Telenovelas 2009
- Mejor actriz: Maite Perroni

### TV Adicto Golden Awards
| Año  | Categoría            | Nominados                    | Resultado |
| ---- | -------------------- | ---------------------------- | --------- |
| 2008 | Revelación masculina | William Levy                 | Ganador   |
| 2008 | Revelación femenina  | Maite Perroni                | Ganadora  |
| 2008 | Mejor pareja         | Maite Perroni y William Levy | Ganadores |